# 同安街道
同安街道，是中华人民共和国四川省成都市龍泉驛區下辖的一个乡镇级行政单位。

## 行政区划
同安街道下辖以下地区：
圣南社区、福圣社区、同福社区、红星村、阳光村、万家村、郑家村、草坪村和红旗村。